# Pedro Rodríguez de la Borbolla
Pedro Rodríguez de la Borbolla Amoscótegui de Saavedra (Sevilla, 1 de mayo de 1855-13 de enero de 1922) fue un abogado, político y periodista español, miembro del Partido Liberal.

## Biografía
A lo largo de su vida desempeñó los siguientes cargos públicos:
- Diputado por Sevilla en representación del Partido Liberal en once ocasiones, 1899, 1901, 1903, 1905, 1907, 1910, 1914, 1916, 1918, 1919 y 1920.
- Ministro de Instrucción Pública y Bellas Artes (30 de noviembre de 1906-4 de diciembre de 1906)[1] en un gabinete de Segismundo Moret (1906).
- Ministro de Gracia y Justicia (13 de junio de 1913-27 de octubre de 1913),[1] en un gabinete del conde de Romanones (1912-1913).
- Alcalde de Sevilla (1918).

Su hijo Pedro Rodríguez de la Borbolla y Serrano fue también político y diputado a cortes. Su bisnieto José Rodríguez de la Borbolla , afiliado al PSOE, fue presidente de la Junta de Andalucía.
| Predecesor: Amalio Gimeno y Cabañas                       | Ministro de Instrucción Pública y Bellas Artes 30 de noviembre de 1906-4 de diciembre de 1906 (II Gobierno Moret) | Sucesor: Amalio Gimeno y Cabañas                                         |
| Predecesor: Álvaro Figueroa y Torres i conde de Romanones | Ministro de Gracia y Justicia 13 de junio de 1913-27 de octubre de 1913 (II Gobierno Romanones)                   | Sucesor: Francisco Javier González de Castejón y Elío marqués de Vadillo |
| Predecesor: Agustín Vázquez Armero                        | Alcalde de Sevilla 1918                                                                                           | Sucesor: Francisco de las Barras y Aragón                                |